# MŠK Tesla Stropkov
MŠK Tesla Stropkov là một câu lạc bộ bóng đá Slovakia, đến từ thị trấn Stropkov. Câu lạc bộ được thành lập năm 1920. Hiện tại đội đang thi đấu ở III. Liga Východ (Slovakia), hạng cao thứ ba trong hệ thống các giải bóng đá Slovakia.

## Các mùa giải gần đây
| Mùa giải  | Hạng đấu                  | Thứ hạng            |
| 1993-1994 | 2. liga (II)              | thứ 5               |
| 1994-1995 | 2. liga (II)              | thứ 8               |
| 1995-1996 | 2. liga (II)              | thứ 10              |
| 1996-1997 | 2. liga (II)              | thứ 14              |
| 1997-1998 | 2. liga (II)              | thứ 9               |
| 1998-1999 | 2. liga (II)              | thứ 10              |
| 1999-2000 | 2. liga (II)              | thứ 13 (xuống hạng) |
| 2012-13   | Majstrovstvá regiónu (IV) | thứ 4               |
| 2013-14   | Majstrovstvá regiónu (IV) | thứ 10 (thăng hạng) |
| 2014-15   | 3. liga (III)             | thứ 10              |
| 2015-16   | 3. liga (III)             | thứ 4               |
| 2016-17   | 3. liga (III)             | thứ 12              |
| 2017-18   | 3. liga (III)             | thứ 5               |
| 2018-19   | 3. liga (III)             | thứ 6               |
| 2019-20   | 3. liga (III)             | đang thi đấu        |

## Đội hình hiện tại
Tính đến ngày 20 tháng 11 năm 2019

Ghi chú: Quốc kỳ chỉ đội tuyển quốc gia được xác định rõ trong điều lệ tư cách FIFA. Các cầu thủ có thể giữ hơn một quốc tịch ngoài FIFA.
| Số | VT | Quốc gia | Cầu thủ             |
| -- | -- | -------- | ------------------- |
| 1  | TM | Ukraina  | Dmytro Prysiazhniuk |
| 2  | HV | Slovakia | Patrik Čurlík       |
| 3  | TV | Ukraina  | Oleksii Borovyk     |
| 4  | HV | Slovakia | Daniel Petrišin     |
| 6  | TĐ | Slovakia | Frederik Varga      |
| 7  | TV | Ukraina  | Pavel Krishtan      |
| 8  | HV | Slovakia | Viktor Bochin       |
| 9  | TĐ | Slovakia | Erik Burcák         |
| 10 | TV | Slovakia | Branislav Artim     |
| 11 | TV | Slovakia | Peter Poľák         |
| 12 | HV | Slovakia | Milan Harvilko      |

| Số | VT | Quốc gia | Cầu thủ                    |
| -- | -- | -------- | -------------------------- |
| 13 | TV | Slovakia | Juraj Fečo                 |
| 14 | TV | Slovakia | Peter Jakubčo (đội trưởng) |
| 15 | TV | Slovakia | Erik Vaško                 |
| 16 | HV | Slovakia | Matúš Štefančík            |
| 17 | TĐ | Nigeria  | Candy Augustine Agban      |
| 22 | TM | Slovakia | Tomáš Majerník             |
| -- | TV | Slovakia | Samuel Slobodník           |
| -- | TĐ | Slovakia | Marek Korba                |

## Nhân viên
| Chức vụ                 | Tên             |
| ----------------------- | --------------- |
| Quản lý câu lạc bộ      | Ľubomír Reiter  |
| Huấn luyện viên trưởng  | Ľubomír Reiter  |
| Trợ lý huấn luyện viên  | Alojz Špak      |
| Huấn luyện viên thủ môn | Marek Jenčo     |
| Trợ lý kĩ thuật         | Ľuboš Komišák   |
| Masseur                 | Marián Hamerský |
| Bác sĩ                  | Dawood Khwaja   |

Nguồn: 

## Cầu thủ đáng chú ý
Các cầu thủ trưởng thành từ Stropkov và thi đấu cho đội tuyển quốc gia hoặc các cầu thủ đang thi đấu cho Slovakia.
| - Bohumil Andrejko - Anton Flešár - Albert Rusnák - Pavol Gostič - Juraj Čobej - Marek Špilár - Jozef Kožlej - Ľubomír Reiter | - Róbert Pich - Pavol Šafranko |  |